# جاين كار
جاين كار (بالإنجليزية: Jane Carr)‏ هي ممثلة بريطانية، ولدت في 13 أغسطس 1950 في المملكة المتحدة.

## أعمال

### أفلام
- (1934) موت اللورد إدجوير
- (2002) كوكب الكنز[3][4][5]
- (2016) 31[6]

### مسلسلات
- كيف قابلت أمكما

## وصلات خارجية
- جاين كار على موقع IMDb (الإنجليزية)
- جاين كار على موقع ميوزك برينز (الإنجليزية)
- جاين كار على موقع قاعدة بيانات برودواي على الإنترنت (الإنجليزية)
- جاين كار على موقع ديسكوغز (الإنجليزية)
- جاين كار على موقع قاعدة بيانات الفيلم (الإنجليزية)